# Indeks łańcuchowy
Indeks łańcuchowy – iloraz teoretycznego poziomu zjawiska w okresie badanym, do teoretycznego poziomu zjawiska w okresie poprzedzającym okres badany.
{\displaystyle i_{t/t-1}={\frac {y_{t}}{y_{t-1}}}=d_{t/t-1}+1,}
gdzie:
- {\displaystyle d_{t/t-1}={\frac {y_{t}-y_{t-1}}{y_{t-1}}}} – przyrosty względne łańcuchowe.

Komentarz:
- {\displaystyle (i_{t/t-1}-1)\cdot 100\%} mówi nam o ile procent zmieniła się wartość cechy badanej w okresie t w porównaniu z okresem poprzednim.

Uwaga:
- {\displaystyle (i_{t/t-1}-1)\cdot 100\%=d_{t/c}\cdot 100\%} nazywane jest łańcuchowym tempem zmian.